# ماسکیم پوتی
ماسکیم پوتی (فرانسوی: Maxime Pauty‎؛ زادهٔ ۲۰ ژوئن ۱۹۹۳) شمشیرباز اهل فرانسه است.